# جين ويبستر
جين ويبستر (بالإنجليزية: Jean Webster)‏ هو الاسم القلمي لـ أليس جين تشاندلر ويبستر (24 يوليو 1876 – 11 يونيو 1916)، هي مؤلفة أمريكية من بين كتبها صاحب الظل الطويل وعدوي اللدود. تتميز أشهر كتبها ببطلات شابات مرحات ومحبوبات يصلن إلى سن الرشد فكريًا وأخلاقيًا واجتماعيًا، ولكن مع ما يكفي من الفكاهة والحوار الجاد والتعليق الاجتماعي اللاذع اللطيف لجعل كتبها مقبولة وممتعة للقراء المعاصرين.

## حياتها
ولدت أليس جين تشاندلر ويبستر في فريدونيا، نيويورك. كانت أكبر طفل من آني موفيت ويبستر وتشارلز لوثر ويبستر. عاشت طفولتها المبكرة في وضع أمومي قوي وناشط، مع جدتها والأم التي تعيش جميعا تحت سقف واحد. عملت جدتها على قضايا الاعتدال وعلى المساواة العرقية والاقتراع للمرأة.
وكان والدها هو مدير أعمال توين ثم ناشر العديد من كتبه من قبل تشارلز ل. ويبستر والشركة، التي تأسست في عام 1884. في البداية كان العمل ناجحا، وعندما كانت أليس بعمر خمسة سنوات انتقلت الأسرة إلى حجر براون، إلى داخل نيويورك، واجهت شركة النشر صعوبات، والعلاقة مع مارك توين تدهورت. في عام 1888، والدها كان انهيار و أخذت إجازة من الغياب، وعادت العائلة إلى فريدونيا. وانتحر في وقت لاحق في عام 1891 من جرعة زائدة من المخدرات.
ذهبت أليس إلى مدرسة فريدونيا وتخرجت في عام 1894.

## وصلات خارجية
- جين ويبستر على موقع المكتبة المفتوحة (الإنجليزية)
- جين ويبستر على موقع IMDb (الإنجليزية)
- جين ويبستر على موقع الموسوعة البريطانية (الإنجليزية)
- جين ويبستر على موقع قاعدة بيانات برودواي على الإنترنت (الإنجليزية)
- جين ويبستر على موقع قاعدة بيانات الأفلام السويدية (السويدية)
- جين ويبستر على موقع قاعدة بيانات الفيلم (الإنجليزية)